# Cetraxate
Cetraxate (INN) là một loại thuốc tiêu hóa đường uống có tác dụng bảo vệ tế bào.